# Idade do Ferro na Índia
A Idade do Ferro na Índia, ou Idade do Ferro no subcontinente Indiano, sucedeu o Período Harapano Tardio, também conhecida como a última fase da tradição do Vale Hindu. Os primeiros sítios arqueológicos no sul da Índia são Hallur, Carnataca e Adichanallur do distrito Tirunelveli e Tamil Nadu por volta do ano 1000 a.C.